# André Eisermann
André Eisermann, né le 28 octobre 1967 à Worms (Allemagne), est un acteur allemand de théâtre et de cinéma.

## Biographie
André Eisermann, fils d'un couple d'artistes forains, aide ses parents sur le champ de foire et dirigeait son propre stand de tir. Il n'avait donc pas de résidence permanente. Son arrière-grand-père était connu comme « l'homme le plus fort du monde » et sa grand-mère était une femme serpent ou contorsionniste.
En 1988, il commence une formation d'acteur d'une durée de quatre ans à l'école Otto Falckenberg à Munich. Il joue ensuite au Bayerisches Staatsschauspiel et au Kammerspiele de Munich avant que le metteur en scène Axel Corti ne le mette en scène à Vienne au Theater in der Josefstadt dans Die Rassen de Ferdinand Bruckner.
Eisermann fait ses débuts à l'écran en 1991 dans la comédie de Peter Timm, Go Trabi Go, suivie de Durst. En 1993, il tient le rôle de Kaspar Hauser dans le film du même nom de Peter Sehr. Le film connait un succès international et Eisermann reçoit des critiques positives, des prix et des récompenses, notamment l'Actor Award au Festival du film de Locarno, le Bayerischer Filmpreis et le Deutscher Filmpreis. En préparation pour le rôle de Kaspar Hauser, il a lu trente livres sur ce personnage et s'est abstenu d'alcool, de nicotine et de viande. Il a également préparé intensivement un travail préparatoire pour l'adaptation cinématographique par Joseph Vilsmaier du roman de Robert Schneider Schlafes Bruder (Frère sommeil). Pour ce rôle d'un musicien qui meurt d'un amour insatisfait, il apprend à jouer de l'orgue et a perdu dix kilos. Frère sommeil remporte plusieurs prix et est nommé pour le Golden Globe.
Dans un entretien avec le B.Z. le 28 février 2015, Eisermann commente sa vie privée, en particulier son orientation homosexuelle.

## Filmographie partielle

### Au cinéma
- 1991 : Go Trabi Go
- 1993 : Kaspar Hauser : Kaspar Hauser
- 1993 : Durst (de)
- 1995 : Frère sommeil
- 1996 : Le Bossu de Notre-Dame : Quasimodo

(rôle parlé uniquement ; chant : Hendrik Bruch)
- 1997 : Le Château
- 2002 : Le Bossu de Notre-Dame 2 : Quasimodo

(rôle parlé uniquement ; chant : Hendrik Bruch)

### À la télévision
- 2010 : Soko brigade des stups
- 2012 : Ludwig II.
- 2017 : Un cas pour deux

## Théâtre (sélection)
- 2005 : Ludwig² (musical) au Festspielhaus Füssen : Prince Otto
- 2016 : Les Sorcières de Salem, Festival de Bad Hersfeld, mise en scène par Dieter Wedel)[1]

## Récompenses et distinctions
- Prix du film allemand

- (en) André Eisermann: Awards, sur l'Internet Movie Database